# Horst Wessel
Horst Ludwig Georg Erich Wessel (9. října 1907 Bielefeld – 23. února 1930 Berlín) byl německý nacista, příslušník SA a autor textu písně Die Fahne hoch (známé též pod názvem Horst-Wessel-Lied), který byl v roce 1930 zabit komunisty a posléze glorifikován nacistickým režimem.

## Životopis
Pocházel z rodiny evangelického pastora. V roce 1926 zanechal studia práv a vstoupil do SA, bojůvek nacistické strany. Brzy si získal pozornost Josepha Goebbelse, který jej v roce 1928 vyslal do Vídně organizovat tamní SA.
Mezi jeho činnost v SA patřilo obcházení barů a kaváren v oblasti Alexanderplatzu, kde získával pro NSDAP a SA nové členy a sympatizanty. Při jedné z těchto návštěv potkal osmnáctiletou prostitutku Ernu Jaenickeovou. Jejich vztah brzy přerostl v lásku a Horst a Erna, která kvůli jeho vlivu zanechala prostituce, začali společně žít. Komunisté jej kvůli tomu po jeho smrti údajně nepravdivě označovali za kuplíře.
Byl inteligentní a politicky bystrý, ale též extrémně násilnický. Po svém návratu do Berlína zorganizoval mnoho násilných akcí proti berlínským komunistům. 14. ledna 1930 měl spor se svou domácí, vdovou po členu komunistické strany, která na něj zavolala své komunistické známé. Do jeho bytu se vydali dva muži; Albrecht Höhler a Erwin Rückert. Když jim otevřel dveře, Höhler jej střelil do hlavy. Za více než měsíc v nemocnici svému zranění podlehl.
Několik měsíců před smrtí napsal text písně, známé jako Horst-Wessel-Lied (píseň Horsta Wessela). Tato píseň se však stala známou až smrtí a zejména pohřbem jejího autora.

## Propagandistické využití
Jeho vražda ještě více vyhrotila násilné střety nacistických a komunistických bojůvek. Wesselova pohřbu se zúčastnilo na 30 000 lidí včetně Augusta Viléma, syna posledního německého císaře Viléma II. Nacisté si z Wessela ještě před nástupem k moci udělali svého mučedníka. Hanns Heinz Ewers o něm napsal oslavný román, berlínská čtvrť Friedrichshain byla, stejně jako mnoho ulic, pojmenována jeho jménem. Byla po něm pojmenována školní loď  Kriegsmarine (pozdější USCGC Eagle), jeho jméno nesla i divize Waffen-SS a Horst-Wessel-Lied se stala hymnou nacistické strany.